# Testament of Youth
Testament of Youth is een Britse film van James Kent die werd uitgebracht in 2014. 
Het scenario is gebaseerd op de gelijknamige memoires (1933) van Vera Brittain.

## Verhaal
Lente 1914, ergens op het platteland van de East Midlands. De jonge Vera Brittain is een overtuigde feministe en dwarsligster met een onafhankelijke geest. Ze is vaak in het gezelschap van haar broer en zijn vrienden. Onder hen bevinden zich de wat schuchtere Victor Richardson en de knappe Roland Leighton die literaire ambities heeft. Vera en Roland worden  verliefd op elkaar. Haar streven om ook schrijfster te worden wordt ondersteund door haar broer en zijn vrienden.
Vera droomt ervan te ontsnappen aan de vooroordelen van haar omgeving. Ze krijgt ten slotte de toestemming van haar conservatieve ouders om mee te doen aan het toelatingsexamen voor de Universiteit van Oxford. Ze slaagt en samen met Roland trekt ze naar Oxford om te studeren en hun ambitie van schrijver waar te maken. Wanneer enkele maanden later de Eerste Wereldoorlog uitbreekt ziet ze haar dromen in rook opgaan. Roland, Victor en haar broer vertrekken naar het westfront. 
Wanneer Roland een eerste keer verlof krijgt en Vera terugziet beloven ze met elkaar te trouwen bij Rolands volgende verlof. Roland komt echter niet opdagen op de huwelijksplechtigheid. Zijn moeder brengt Vera op de hoogte van het feit dat Roland is gesneuveld. Vera besluit haar studies te onderbreken om zo dicht mogelijk bij Roland te zijn, als verpleegster aan het front.

## Rolverdeling
| Acteur             | Personage         |
| ------------------ | ----------------- |
| Alicia Vikander    | Vera Brittain     |
| Kit Harington      | Roland Leighton   |
| Taron Egerton      | Edward Brittain   |
| Colin Morgan       | Victor Richardson |
| Emily Watson       | mevrouw Brittain  |
| Dominic West       | meneer Brittain   |
| Miranda Richardson | Miss Lorimer      |
| Joanna Scanlan     | tante Belle       |
| Jonathan Bailey    | Geoffrey Thurlow  |
| Alexandra Roach    | Winifred Holtby   |
| Anna Chancellor    | mevrouw Leighton  |
| Charlotte Hope     | Betty             |